# Разыскная ориентировка
Разыскная ориентировка — документ, содержащий указания о цели розыска. Обычно включает словесный портрет, фото или фоторобот объекта, причины розыска, а также данные подразделения (должностного лица) — инициатора.
Также ориентировка может быть составлена на пропавшие или украденные вещи и товары.

### Разыскное дело
При получении материалов объявления подозреваемого или обвиняемого в розыск сотрудник разыскного подразделения информирует личный состав правоохранительного органа о личности и приметах разыскиваемого, включая сведения об уклонении в суточную сводку о происшествиях и преступлениях. По месту жительства и работы разыскиваемого, а также в местах его вероятного нахождения выявляются лица, которым могут быть известны сведения о местонахождении обвиняемого либо иные данные, способствующие розыску. В отделах, на территории, обслуживания которых вероятно появление разыскиваемого, и по маршрутам его возможного передвижения, направляются разыскные ориентировки. Также проводится проверка по учётам лиц, содержащихся в ИВС, СИЗО, спецприёмниках для административно арестованных, а также по учётам неопознанных трупов и лиц, по состоянию здоровья не могущих сообщить о себе сведений.
После проведения первоначальных проверочных мероприятий не позднее 10 суток с момента поступления в разыскное подразделение постановления о розыске подозреваемого или обвиняемого кроме случаев, не терпящих отлагательства, принимается решение о заведении разыскного дела.
О заведении разыскного дела выносится постановление, которое утверждается руководителем территориального правоохранительного органа. Одновременно заполняются предусмотренные ведомственными нормативными актами учетно-регистрационные документы на разыскиваемое лицо, включающие в себя статистическую и разыскную карточки, информационно-поисковую и опознавательную карты, а также сторожевой листок. Все учётно-регистрационные документы направляются в информационный центр МВД, УВД субъекта РФ, а сторожевые листки помещаются в картотеке адресного бюро паспортно-визовой службы.

### Установлению личности неизвестного
Самостоятельным направлением разыскной работы является установление личности граждан по неопознанным трупам, больных и детей, которые по состоянию здоровья или возрасту не могут сообщить о себе сведений. Решение этой задачи, тесно связанной с деятельностью по раскрытию преступлений, розыску преступников и лиц, пропавших без вести, возложено на ОВД.
После проведения первоначальных разыскных мероприятий по установлению личности неопознанных трупов, неизвестных больных и детей, но не позже пяти суток с момента их обнаружения, а в исключительных случаях, с разрешения начальника ОВД, в срок не более 10 суток выносится постановление о заведении дела по установлению личности неизвестного. Основанием для его заведения служит постановление об отказе в возбуждении уголовного дела по факту обнаружения трупа либо материалы об обнаружении неизвестного гражданина.
ГИАЦ МВД России сосредоточивает информацию о неопознанных трупах, больных и детях, обнаруженных на территории всех субъектов РФ, и осуществляет их централизованный учёт; контролирует своевременность постановки на учёт и правильность заполнения опознавательных карт; проверяет неопознанные трупы, больных и детей по массивам без вести пропавших граждан и разыскиваемых преступников; оповещает ИЦ МВД (УВД) о результатах проверки. Если в ходе проверки в ГИАЦ МВД России будет установлено сходство данных неопознанного трупа, больного, ребёнка с данными без вести пропавшего, разыскиваемого преступника, об этом в ИЦ МВД (УВД), представившему материал, направляется ориентировка для проведения работ по опознанию личности. Опознавательная карта с отметкой остается в картотеке и используется в последующем поиске.
ИЦ МВД (УВД) данные ориентировки проверяет по учетным массивам и незамедлительно информирует инициатора розыска. Ориентировка берется на контроль и хранится в ИЦ. Результаты работы по опознанию ИЦ в трехмесячный срок сообщает в ГИАЦ МВД России.

### Работа с гражданскими
Распространена практика направления ориентировок в прессу, сотрудникам ЧОП, и работникам такси.